# Christian Sturm (Mathematiker)
Christian Sturm (* 8. Januar 1597 in Gudensberg; † 20. Mai 1628) war von 1621 bis 1624 Professor der Mathematik an der Universität Marburg.

## Jugendjahre
Er wurde als Sohn des damaligen Gudensberger Pfarrers Kaspar Sturm geboren. Sein Vater wurde 1605 als calvinistischer Theologieprofessor an die Universität Marburg berufen, und Christian besuchte in Marburg die Schule, das Pädagogium und schließlich die juristische Fakultät der Universität, letztere mit finanzieller Unterstützung durch die 1529 von Landgraf Philipp von Hessen gegründete Hessische Stipendiatenanstalt zur Förderung begabter und mittelloser Studenten. Vom 1. Januar 1619 bis zum 1. Juli 1621 war er einer der stipendiarii maiores (Höhere Stipendiaten) an der Stipendiatenanstalt.

## Hochschullehrer
Bereits am 24. April 1621 wurde er zum Professor der Mathematik an der Universität Marburg angenommen und am 24. Juli 1621 wurde er eingeführt.
Die religions- und territorialpolitischen Streitigkeiten zwischen dem calvinistischen Landgrafen Moritz von Hessen-Kassel und seinem lutherischen Vetter Ludwig V. von Hessen-Darmstadt ließen seine Karriere als Hochschullehrer jedoch schon bald enden. Als Marburg im Jahre 1624 an Hessen-Darmstadt fiel, wurde Sturm, wie acht weitere Professoren, darunter auch sein Vater, am 17. März 1624 vom Landgrafen Ludwig V. aus konfessionalen Gründen entlassen. Er verstarb 1628 im Alter von nur 31 Jahren.